# 元幹
元 幹（げん かん、469年 - 499年）は、北魏の皇族。趙郡王。字は思直。

## 経歴
献文帝と韓貴人のあいだの子として生まれた。485年、河南王に封ぜられ、衛大将軍を加えられ、侍中・中都大官に任ぜられた。まもなく車騎将軍・左光禄大夫となり、吏部尚書を領した。生母の韓太妃が死去すると、元幹は使持節・都督南豫郢東荊三州諸軍事・征南大将軍・開府・豫州刺史に任ぜられた。孝文帝の南征にあたって、使持節・車騎大将軍・都督関右諸軍事をつとめた。493年、南朝斉の武帝が死去すると、軍を返した。
洛陽に遷都すると、趙郡王に改封され、都督冀定瀛三州諸軍事・征東大将軍・冀州刺史に任ぜられた。李憑が長史となり、唐茂が司馬となり、盧尚之が諮議参軍となって元幹を補佐した。州の統治において刑罰を濫用したので、李憑らは元幹をたびたび諫めたが、元幹は聞き入れなかった。後に特進・司州牧に転じた。494年、南征にあたって、都督中外諸軍事に任ぜられた。495年、御史中尉の李彪による弾劾を受けたが、反省の色を示さず、杖罰一百を受けた。免官されて、王邸に謹慎させられた。
499年、31歳で死去した。諡を霊王といい、長陵に陪葬された。
子に元諶・元謐・元譚・元讞・元譿がおり、元謐が後を嗣いだ。

## 伝記資料
- 『魏書』巻21上 列伝第9上
- 『北史』巻19 列伝第7